# Sericulus
A Sericulus a madarak osztályának verébalakúak (Passeriformes) rendjébe, ezen belül a  lugasépítő-félék (Ptilonorhynchidae) családjába tartozó nem.

## Rendszerezésük
A nemet William Swainson angol ornitológus írta le 1825-ben, az alábbi 4 faj tartozik:
- bársonyos aranymadár (Sericulus chrysocephalus)
- Sericulus ardens
- bóbitás aranymadár (Sericulus aureus)
- pirosgalléros aranymadár (Sericulus bakeri)